# Арчбольд, Шейн
Шейн Вильям Арчбольд (англ. Shane William Archbold, род. 2 февраля 1989 года в Тимару, Новая Зеландия) — новозеландский профессиональный трековый и шоссейный велогонщик, выступающий с 2020 года за команду мирового тура «Deceuninck-Quick Step».Чемпион Новой Зеландии по шоссейному велоспорту в групповой гонке (2020).

## Достижения на треке
2006
- 2-й  на Чемпионате мира по трековым гонкам среди юниоров в командной конке преследования

2007
- Чемпионат Новой Зеландии по трековым гонкам среди юниоров
  - 1-й  в индивидуальной гонке преследования
  - 1-й  в гонке по очкам (25 км)
- Australian Youth Olympic Festival
  - 1-й в гонке по очкам
  - 3-й в индивидуальной гонке преследования

2011
- 2-й  на Чемпионате мира в омниуме

2014
- Игры Содружества 2014
  - 1-й  в скрэтче
  - 3-й  в командной гонке преследования
- 2-й на Fenioux Piste International в омниуме

## Достижения на шоссе
2005
- 1-й  Чемпион Новой Зеландии среди кадетов в индивидуальной гонке

2007
- 1-й на этапе 4 Tour du Pays de Vaud

2008
- 1-й на этапе 4 Tour de Vineyards

2013
- 1-й на этапе 2 Rás Tailteann

2014
- 9-й на Rutland–Melton International CiCLE Classic

2015
- 2-й на Classica Corsica
- 3-й на Grand Prix d'Isbergues
- 5-й на Omloop van het Houtland
- 8-й на Туре Кёльна

2016
- 6-й на Играх Содружества в групповой гонке

2019
- 1-й на этапе 2 Тур Чехии

2020
- 1-й  Чемпион Новой Зеландии в групповой гонке

## Статистика выступлений наГранд Турах
| Гонка           | 2016 | 2017 | 2018 | 2019 |
| --------------- | ---- | ---- | ---- | ---- |
| Джиро д'Италия  | —    | —    | —    | —    |
| Тур де Франс    | сход | —    | —    | —    |
| Вуэльта Испании | —    | —    | —    | 151  |

| Сводная статистика Шейна Арчбольда на крупных и престижных гонках | Сводная статистика Шейна Арчбольда на крупных и престижных гонках | Сводная статистика Шейна Арчбольда на крупных и престижных гонках | Сводная статистика Шейна Арчбольда на крупных и престижных гонках | Сводная статистика Шейна Арчбольда на крупных и престижных гонках | Сводная статистика Шейна Арчбольда на крупных и престижных гонках | Сводная статистика Шейна Арчбольда на крупных и престижных гонках | Сводная статистика Шейна Арчбольда на крупных и престижных гонках |
| Игры и Чемпионаты                                                 | Игры и Чемпионаты                                                 | Игры и Чемпионаты                                                 | Игры и Чемпионаты                                                 | Игры и Чемпионаты                                                 | Игры и Чемпионаты                                                 | Игры и Чемпионаты                                                 | Игры и Чемпионаты                                                 |
| Гонка / Год                                                       | Гонка / Год                                                       | 2014                                                              | 2015                                                              | 2016                                                              | 2017                                                              |                                                                   |                                                                   |
| ----------------------------------------------------------------- | ----------------------------------------------------------------- | ----------------------------------------------------------------- | ----------------------------------------------------------------- | ----------------------------------------------------------------- | ----------------------------------------------------------------- | ----------------------------------------------------------------- | ----------------------------------------------------------------- |
| Чемпионат Новой Зеландии                                          | RR                                                                | DNF                                                               | —                                                                 | —                                                                 | —                                                                 |                                                                   |                                                                   |
| Монументальные гонки                                              |                                                                   |                                                                   |                                                                   |                                                                   |                                                                   |                                                                   |                                                                   |
| Гонка / Год                                                       | Гонка / Год                                                       | 2014                                                              | 2015                                                              | 2016                                                              | 2017                                                              |                                                                   |                                                                   |
| Милан — Сан-Ремо                                                  | Милан — Сан-Ремо                                                  | —                                                                 | —                                                                 | —                                                                 | —                                                                 |                                                                   |                                                                   |
| Тур Фландрии                                                      | Тур Фландрии                                                      | —                                                                 | DNF                                                               | DNF                                                               | —                                                                 |                                                                   |                                                                   |
| Париж — Рубе                                                      | Париж — Рубе                                                      | —                                                                 | —                                                                 | DNF                                                               | —                                                                 |                                                                   |                                                                   |
| Льеж — Бастонь — Льеж                                             | Льеж — Бастонь — Льеж                                             | —                                                                 | —                                                                 | —                                                                 | —                                                                 |                                                                   |                                                                   |
| Джиро ди Ломбардия                                                | Джиро ди Ломбардия                                                | —                                                                 | —                                                                 | —                                                                 | —                                                                 |                                                                   |                                                                   |
| Одноднвные гонки                                                  |                                                                   |                                                                   |                                                                   |                                                                   |                                                                   |                                                                   |                                                                   |
| Гонка / Год                                                       | Гонка / Год                                                       | 2014                                                              | 2015                                                              | 2016                                                              | 2017                                                              |                                                                   |                                                                   |
| E3 Харелбеке                                                      | E3 Харелбеке                                                      | —                                                                 | —                                                                 | DNF                                                               | —                                                                 |                                                                   |                                                                   |
| Омлоп Хет Ниувсблад                                               | Омлоп Хет Ниувсблад                                               | —                                                                 | DNF                                                               | DNF                                                               | —                                                                 |                                                                   |                                                                   |
| Схелдепрейс                                                       | Схелдепрейс                                                       | —                                                                 | DNF                                                               | 65                                                                | —                                                                 |                                                                   |                                                                   |
| Париж — Тур                                                       | Париж — Тур                                                       | —                                                                 | 106                                                               | DNF                                                               | —                                                                 |                                                                   |                                                                   |
| Гран-при Квебека                                                  | Гран-при Квебека                                                  | —                                                                 | 119                                                               | —                                                                 | —                                                                 |                                                                   |                                                                   |
| Гран-при Монреаля                                                 | Гран-при Монреаля                                                 | —                                                                 | 40                                                                | —                                                                 | —                                                                 |                                                                   |                                                                   |
| Кюрне — Брюссель — Кюрне                                          | Кюрне — Брюссель — Кюрне                                          | —                                                                 | —                                                                 | DNF                                                               | —                                                                 |                                                                   |                                                                   |
| Дварс дор Фландерен                                               | Дварс дор Фландерен                                               | —                                                                 | —                                                                 | 108                                                               | —                                                                 |                                                                   |                                                                   |
| Лондон — Суррей Классик                                           | Лондон — Суррей Классик                                           | —                                                                 | 117                                                               | —                                                                 | —                                                                 |                                                                   |                                                                   |
| Париж — Тур                                                       | Париж — Тур                                                       | —                                                                 | 106                                                               | DNF                                                               | —                                                                 |                                                                   |                                                                   |
| Гран-при Квебека                                                  | Гран-при Квебека                                                  | —                                                                 | 119                                                               | —                                                                 | —                                                                 |                                                                   |                                                                   |
| Гран-при Монреаля                                                 | Гран-при Монреаля                                                 | —                                                                 | 40                                                                | —                                                                 | —                                                                 |                                                                   |                                                                   |
| Кюрне — Брюссель — Кюрне                                          | Кюрне — Брюссель — Кюрне                                          | —                                                                 | —                                                                 | DNF                                                               | —                                                                 |                                                                   |                                                                   |
| Многодневные гонки                                                |                                                                   |                                                                   |                                                                   |                                                                   |                                                                   |                                                                   |                                                                   |
| Гонка / Год                                                       | Гонка / Год                                                       | 2014                                                              | 2015                                                              | 2016                                                              | 2017                                                              |                                                                   |                                                                   |
| Критериум Дофине                                                  | Критериум Дофине                                                  | —                                                                 | —                                                                 | 113                                                               | —                                                                 |                                                                   |                                                                   |
| Тур Британии                                                      | Тур Британии                                                      | 74                                                                | —                                                                 | —                                                                 | —                                                                 |                                                                   |                                                                   |
| Критериум Интернациональ                                          | Критериум Интернациональ                                          | —                                                                 | DNF-3                                                             | —                                                                 | —                                                                 |                                                                   |                                                                   |
| Три дня Западной Фландрии                                         | Три дня Западной Фландрии                                         | —                                                                 | 50                                                                | 43                                                                | —                                                                 |                                                                   |                                                                   |
| Тур Баварии                                                       | Тур Баварии                                                       | —                                                                 | 75                                                                | —                                                                 | —                                                                 |                                                                   |                                                                   |
| Арктическая гонка Норвегии                                        | Арктическая гонка Норвегии                                        | —                                                                 | 90                                                                | —                                                                 | —                                                                 |                                                                   |                                                                   |
| Тур Катара                                                        | Тур Катара                                                        | —                                                                 | —                                                                 | 85                                                                | —                                                                 |                                                                   |                                                                   |
| Тур Омана                                                         | Тур Омана                                                         | —                                                                 | —                                                                 | 104                                                               | —                                                                 |                                                                   |                                                                   |
| Тур Бельгии                                                       | Тур Бельгии                                                       | —                                                                 | —                                                                 | 108                                                               | —                                                                 |                                                                   |                                                                   |
| Тур Турции                                                        | Тур Турции                                                        | —                                                                 | —                                                                 | —                                                                 | 76                                                                |                                                                   |                                                                   |
| Тур Гуанси                                                        | Тур Гуанси                                                        | —                                                                 | —                                                                 | —                                                                 | 57                                                                |                                                                   |                                                                   |
| Гранд-Туры                                                        |                                                                   |                                                                   |                                                                   |                                                                   |                                                                   |                                                                   |                                                                   |
| Гонка / Год                                                       | Гонка / Год                                                       | 2014                                                              | 2015                                                              | 2016                                                              | 2017                                                              |                                                                   |                                                                   |
| Джиро д'Италия                                                    | Джиро д'Италия                                                    | —                                                                 | —                                                                 | —                                                                 | —                                                                 |                                                                   |                                                                   |
| Тур де Франс                                                      | Тур де Франс                                                      | —                                                                 | —                                                                 | DNS-18                                                            | —                                                                 |                                                                   |                                                                   |
| Вуэльта Испании                                                   | Вуэльта Испании                                                   | —                                                                 | —                                                                 | —                                                                 | —                                                                 |                                                                   |                                                                   |